# السياحة في ليبيا
ليبيا هي دولة تقع في شمال أفريقيا يحدها البحر المتوسط من الشمال، ومصر شرقا والسودان إلى الجنوب الشرقي وتشاد والنيجر في الجنوب، والجزائر، وتونس إلى الغرب. وتبلغ مساحتها ما يقرب من 1.8 مليون كيلومتر مربع (700,000 ميل مربع)، وتعد ليبيا رابع أكبر دولة مساحةً في أفريقيا، وتحتل الرقم 17 كأكبر بلدان العالم مساحةً.

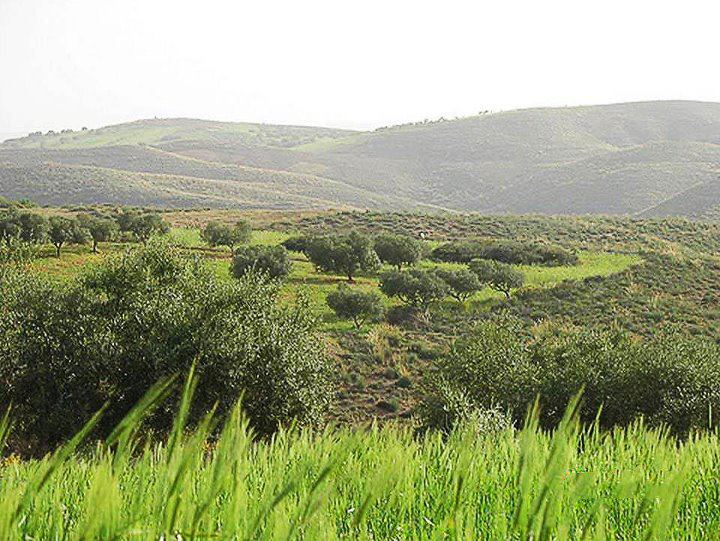
منظر عام للجبل الأخضر في ليبيا.

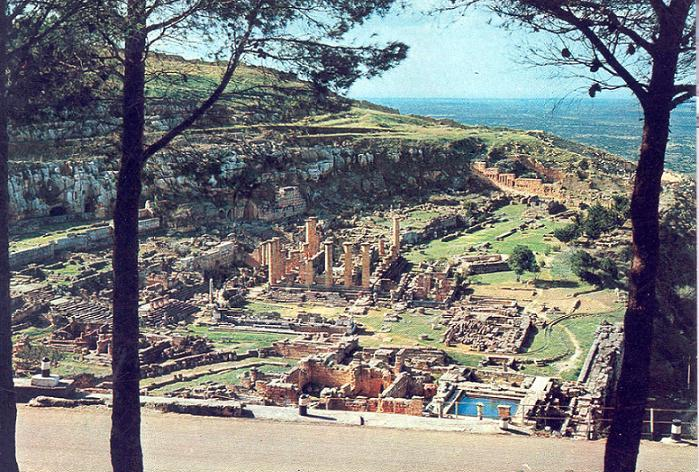
معبد أبولو في قورينا.

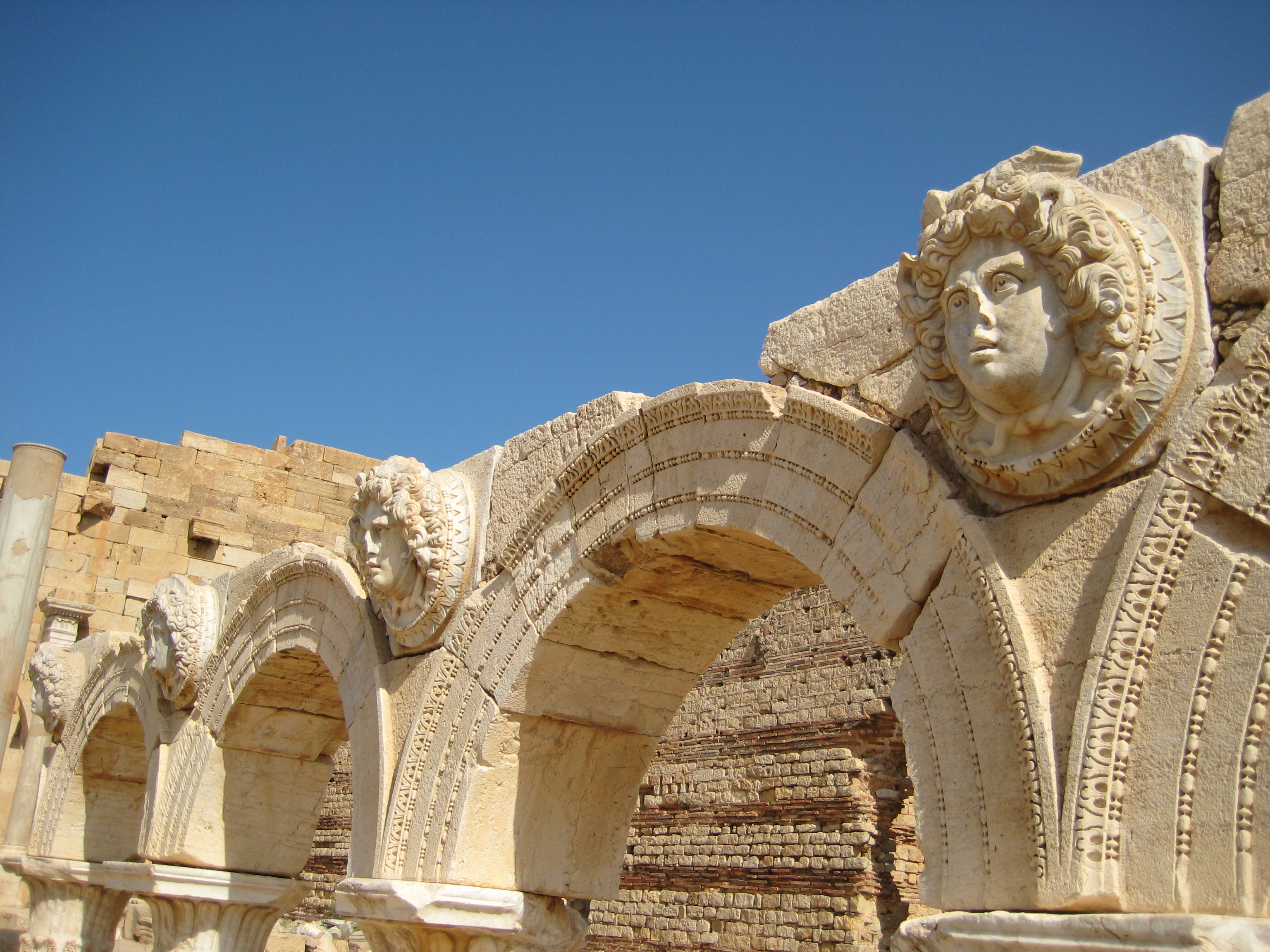
أقواس ضمن أعمدة في لبدة الكبرى.

تعد ليبيا من الدول السياحية الحديثة التي لم يسوق لها إعلاميا كوجهة سياحية إلا بشكل بسيط وخجول بسبب الحصار واعتماد الدولة على موارد النفط بشكل كامل، إلا أنه في السنوات الأخيرة قبل 2011 بدأ المشهد السياحي في ليبيا آخذ في النمو بعد رفع الحظر الجوي وتطبيع العلاقات مع الغرب، فقد شهدت العاصمة طرابلس خلال السنوات الأخيرة نهضة عمرانية شملت إنشاء فنادق ومراكز تسوق وتحديث شبكات الطرق والبدء في تنفيذ مطار طرابلس العالمي الجديد والقادر على تقديم الخدمات ل20 مليون مسافر سنويا، كما شهدت مدينة بنغازي ثاني كبرى المدن إطلاق مشروع بنغازي 2025، كما أن مشاريع بناء المنتجعات السياحية انطلقت في مناطق الجبل الأخضر وزوارة ومناطق أخرى، وقد استفادت الدولة من الطفرة النفطية الأخيرة في دعم البنية التحتية الأساسية للسياحة.

## خصائص ليبيا السياحية
- تمتلك ليبيا مجموعة من أكثر المواقع الأثرية الرومانية خارج شبه الجزيرة الإيطالية على امتداد ساحلها.
- تمتلك أحد أطول السواحل 1935 كم على البحر الأبيض المتوسط صالح للاستثمار السياحي.
- تمتلك واحدة من أكبر الصحاري في العالم والتي تستهوي السواح المولعين برحلات السفاري مثل منطقة بحيرة قبر عون عالية الملوحة بالجنوب الغربي.
- بها مناطق تعتبر كمحكيات طبيعية في شرق ليبيا كمنطقة الجبل الأخضر والتي تفوق مساحتها مساحة لبنان.
- تمتلك تاريخ إغريقي روماني في في عدة مواقع مثل لبدة، صبراتة، قورينا، طلميثة، أبولونيا، يوسبريدس، توكرة وقصر ليبيا.
- تمتلك المناخ الجيد وخاصة في شمال البلاد «مناخ البحر الأبيض المتوسط» المعتدل.
- تمتلك القدرة علي جذب السياح إليها لأن ليبيا تصنف كمقصد سياحي جديد واعد.
- قدرة القطاع السياحي على جذب الاستثمارات التي تخلق توازنا في الميزانية العامة للدولة والتي تعتمد حاليا بشكل كامل على قطاع النفط والغاز.

## اُنظر أيضًا
- ثقافة ليبية.
- ليبيا.
- تاريخ ليبيا.
- جولة في ليبيا